# Arnold Duckwitz
Arnold Duckwitz (Bréma, 1802. január 27. – Bréma, 1881. március 20.) német birodalmi miniszter.

## Élete
Mint kereskedő több évet töltött Angliában és Németalföldön és 1829-ben szülővárosában telepedett le. Nagy érdemeket szerzett a Weser folyónak hajózhatóvá tétele és a gőzhajózás behozatal körül. A német vámegység mellett az Über das Verhältniss der freien Hansestadt Bremen zum Deutschen Zollverein (Bréma, 1837) művében szólalt föl. 1841-től tagja volt a brémai szenatusnak; mint ilyen létrehozta 1845-ben a bréma-hannoverai vasutat. Der deutsche Handels und Schiff-fahrtsbund című munkáját is ekkor írta (Bréma, 1847). Kezdeményezésére lépett életbe Bréma és New York között rendes hajózási összeköttetés (1847). 1848 március havában Frankfurtban az ötvenes bizottságba választották. A németországi kereskedelmi viszonyok tárgyalása alkalmával memorandumot nyújtott be (Memorandum, die Zoll- und Handelsverfassung Deutschlands betreffend, Bréma, 1848), melynek alapján János kormányzó birodalmi kereskedelmi miniszterré tette és egyuttal a német tengerészeti ügyek vezetésével is megbízta. Ezen állásban a német haditengerészet megalapítása körül érdemeket szerzett (Über die Gründung der deutschen Kriegsmarine, Bréma, 1849). 1849 május havában visszatért szülővárosába és eleinte mint szenátor, 1857-től 1864-ig és 1866-tól 1870-ig pedig mint polgármester szolgálta szülővárosát. Az 1856-os Bréma és a vámegyesület között kötött kereskedelmi szerződés legnagyobbrészt az ő műve.